# Trude Fleischmannová
Trude Fleischmannová (nepřechýleně Fleischmann; 22. prosince 1895 Vídeň – 21. ledna 1990 Brewster, New York) byla rakousko- americká fotografka.

## Život
Trude Fleischmannová pocházela z měšťanské, asimilované židovské rodiny. Po maturitě studovala krátce umění v Paříži. V letech 1913–1916 získala vzdělání na Grafickém ústavu ve Vídni. Po krátké praxi u Madame d’Ora se zdokonalovala v ateliéru Hermanna Schiebertha (1876–1948). Roku 1920 si otevřela vlastní ateliér blízko vídeňské radnice.
Rychle se stala jednou z nejžádanějších vídeňských portrétních fotografek. V jejím ateliéru se nechávaly fotografovat četné známé osobnosti ze společnosti, umění či kultury, jako například Peter Altenberg, Gustinus Ambrosi, Alban Berg, Wilhelm Furtwängler, Karl Kraus, Hedy Lamarr, Adolf Loos, Tilly Losch, Alfred Polgar, Max Reinhardt, Hilde Wagener, Bruno Walter, Paula Wessely, Grete Wiesenthal nebo Stefan Zweig. Vznikaly zde i fotografie tance či akty. Proslavila se akty tanečnice Claire Bauroff, které byly považovány za skandální. Fotografie Fleischmannové vycházely ve všech běžných časopisech, jako například Berliner Illustrirte Zeitung, Die Bühne, Die Dame, Moderne Welt, Wiener Bilder, Wiener Magazin nebo Wiener Mode.
Od poloviny třicátých let se zabývala hlavně krajinářskou fotografií.
Po připojení Rakouska k Německu se jí v září 1938 podařilo uprchnout s pomocí americké fotografky Marion Post Wolcottové, s jejíž sestrou studovala ve Vídni. Nejprve odešla do Paříže, později do Londýna a nakonec do New Yorku. Roku 1940 si otevřela fotostudio na Manhattanu. O dva roky později obdržela americké občanství a i ve své nové vlasti fotografovala známé umělce a intelektuály, mezi nimi byli například Richard Coudenhove-Kalergi, Albert Einstein, Otto von Habsburg, Oskar Kokoschka, Lotte Lehmann nebo Arturo Toscanini.
Roku 1969 přestala pracovat a přestěhovala se do Lugana. V roce 1988 se vrátila zpátky do USA, kde o dva roky později zemřela.

## Dílo
Mnoho fotografií nenávratně zmizelo během druhé světové války, kdy došlo také k úplnému zničení jejího vídeňského ateliéru. Přesto jsou její práce zastoupeny v renomovaných sbírkách, jako jsou Museum of Modern Art, Metropolitan Museum of Art, New York Public Library, Leo Baeck Institutes. V Rakousku jsou její předválečné práce zastoupeny ve sbírkách Vídeňského muzea a Muzea moderního Salcburku.

## Výstava
- 2011: Trude Fleischmann: Sebevědomý pohled, Vídeňské muzeum Karlsplatz, Wien